# تیم والبورگر
تیم والبورگر (به انگلیسی: Tim Wallburger) (زادهٔ ۱۸ اوت ۱۹۸۹) شناگر اهل آلمان است.